# Eckhard Manz
Eckhard Manz (* 1968) ist ein evangelischer Kirchenmusiker und Kirchenmusikdirektor. Seit 2006 ist er Kantor an der Martinskirche in Kassel.

## Werdegang
Manz studierte evangelische Kirchenmusik in Düsseldorf sowie Cembalo in Köln. In Würzburg absolvierte er ein Aufbaustudium in Chor- und Orchesterleitung. Von 1995 bis 1997 war er Bezirkskantor in Schlüchtern, seitdem ist er auch Dozent an der dortigen Kirchenmusikalischen Fortbildungsstätte. Von 1998 bis Herbst 2006 war er Kantor an der Kreuzeskirche und künstlerischer Leiter des „Forum Kreuzeskirche e.V.“ in Essen. Seit 2006 ist er Kantor an St. Martin in Kassel. 2017 ernannte der Bischof der Evangelischen Kirche von Kurhessen-Waldeck, Dr. Martin Hein, Manz zum Kirchenmusikdirektor.
Manz setzt an der Martinskirche die durch Klaus Martin Ziegler begründete Tradition fort, neben der Pflege des traditionellen kirchenmusikalischen Repertoires einen ausgeprägten Schwerpunkt auf Neue Musik zu legen. Er konzertierte als Organist und Dirigent mit Werken von Wolfgang Rihm, Jörg Widmann, Frank Gerhardt, Daniel Glaus, Zsigmond Szathmary, Charlotte Seither und vielen anderen zeitgenössischen Komponisten. Die Planung und der Bau der Rieger-Orgel der Martinskirche (Hauptorgel 2017, Experimentalmodul 2021) gehen maßgeblich auf sein Engagement zurück.
2017 und 2022 organisierte Manz in St. Martin umfangreiche internationale Konzertreihen parallel zur jeweiligen documenta, anlässlich derer viele Kompositionsaufträge für die neue Orgel vergeben und die Stücke uraufgeführt wurden.

## Auszeichnungen
- 1991: 1. Preis im Hochschulwettbewerb Orgel der Musikhochschule Düsseldorf[1]
- 2022: OPUS KLASSIK in der Kategorie „Solistische Einspielung Instrument“ für die Porträt-CD der Rieger-Orgel in St. Martin[6]

## Diskographie
- Orgelpunkt. Rieger-Organ St. Martin in Kassel. Dabringhaus und Grimm, 2021, MDG 951 2226-6.